# Arroyomolinos de la Vera
Arroyomolinos de la Vera (extremadurai nyelven Arroyu-Molinus dela Vera) település Spanyolországban, Cáceres tartományban. Arroyomolinos de la Vera Gargüera de la Vera, Barrado, Piornal, Pasarón de la Vera és Tejeda de Tiétar községekkel határos. Lakosainak száma 426 fő (2024).

## Népesség
A település népessége az elmúlt években az alábbi módon változott:
| Lakosok száma | 576  | 558  | 540  | 497  | 486  | 474  | 464  | 443  | 433  | 426  |
|               | 2001 | 2004 | 2006 | 2009 | 2011 | 2014 | 2016 | 2019 | 2021 | 2024 |